# Božena Jandlová
Božena Jandlová (22. května 1925, Praha – 17. června 1945, Terezín) byla studentkou na dvouleté ošetřovatelské škole na Bulovce a později se stala diplomovanou sestrou. Jako velmi mladá jela se svými spolužačkami do Terezína, aby pomohly zabránit šíření epidemie skvrnitého tyfu a zachránily nakažené vězně. Nakonec se ale sama nakazila a nemoci podlehla.

## Život

### Mládí
Božena, domácky přezdívaná Bobina, se narodila 22. května 1925. Staral se o ni nevlastní otec Antonín Vlasák, povoláním švec. Společně s jeho ženou Karlou Vlasákovou bydleli na Praze 6 v Dolní Šárce č. 133. Ve svých 18 letech nastoupila na dvouletou ošetřovatelskou školu a přešla do internátu na Bulovce. Bydlela na pokoji č. 14 a byla tam jedna z nejmladších. Po dostudování měla v úmyslu přihlásit se ke studiu na lékařské fakultě.

### Úmrtí
Smrt zapříčinil skvrnitý tyfus, Božena umírala pod obrazem encefalitidy, s rozvráceným vodním a elektrolytovým hospodářstvím v těle. Sestry jí podávaly injekce s kafrem a lobelinem. Tyto léky jí měly pomoct s křečmi svalů. Dnes se již ale nevyužívají.  Nemoci podlehla 17. června 1945. Když zemřela, ostatní sestry ji oblékly sesterskou uniformu. Do Terezína pak přijeli její matka a nevlastní otec. Přivezli s sebou i její dědictví: malý náramek, modré puntíkované šaty a nové boty, které poté nosila její spolužačka a kamarádka MUDr. Jarmila Bělohrádková-Bachtíková. 

## Záchranná akce v Terezíně

### Den před příjezdem
Dne 3. května 1945 obdržel MUDr. Jan Materna dopis od zdravotně-sociální komise České národní rady. Obsahoval naléhavou žádost o vyslání sester do koncentračního Tábora v Terezíně, kde řádil skvrnitý tyfus. Nemoc se nejen rychle přenášela, ale také hrozilo, že dojde k jejímu rozšíření až za hranice Terezína. Dopis byl podepsaný MUDr. Budinem. Dopis předal své manželce Boženě Maternové, která byla sestra představená na ošetřovatelské škole, kde studovala Božena Jandlová.

### Den příjezdu
Ráno 4. května si studentky opakovaly látku, když v tu chvíli si je předvolala Božena Maternová. Vysvětlila dívkám kritickou situaci, která se v Terezíně odehrávala. Bylo nutné tam poslat co nejvíce zdravotníků a sester. Celá akce byla dobrovolná, protože šlo o životy. Navíc žádná z dívek nebyla proti nemoci očkovaná. Přesto se příhlásily všechny z ročníku. Mělo se jet ve dvou skupinách: v první bylo 25 dívek a odjely ještě tentýž den, většinou ani nestihly dát vědět svým rodičům. Většina studentek v té době ani nebyla plnoletá (v té době byla hranice plnoletosti při dosažení 21 let) a jejich odjezd bez souhlasu zákonného zástupce byl de facto nezákonný. Nikdo neměl tušení, co na ně čeká. Ještě ten samý den se většina sester vrhla do práce. Nejdřív vůbec musely roztřídit živé a mrtvé, pak až mohlo následovat odvšivování a dezinfekce. Měly ale velmi málo hygienických prostředků, nebyly tam žádné obvazy ani léky.  V druhé partě bylo 12 dívek, které měly přijet následující týden.

### Průběh
Sestry odvšivovala a starala se o vězně až 14–16 hodin denně. Pomalu jim docházely síly a nutně potřebovaly další pomocné síly. Druhá parta dívek, která měla vyjet 5. května, se však zpozdila. Mezitím totiž v Praze vypuklo Pražské povstání a sestry ošetřovaly v nemocnicích zraněné. Po osvobození Terezína 8. května sovětskými vojsky ale utrpení pro vězně neskončilo. Z Terezína se stala jedna velká nemocnice. Od 15. do 20. května bylo hospitalizováno přes 2000 osob.
Studentky byly v maturitním ročníku a čekaly je závěrečné zkoušky. Všechny, až na pět z nich, je skládaly je v Terezíně. Zbylé žákyně je vykonaly dodatečně. Božena Jandlová je složila úspěšně, a tak se 30. května stala diplomovanou sestrou.
Božena se ale nemocí nakazila. Přesto se nenechala zastavit a pomáhala pacientům, i když ona sama měla horečky a hazardovala tím se svým životem. Typické příznaky skvrnitého tyfu jsou vysoká horečka, zimnice, třesavka a ztracení smyslů.  Průběh nemoci u Boženy byl ale mnohem horší, než u většiny pacientů, a to již od začátku. U nemocné se záhy dostavily poruchy životně důležitých funkcí.  Spolužačky se u ní střídaly a dělaly, co bylo v jejich silách. Postupně se nakazilo dalších pět dívek, ty to však přežily. Některé ale trpěly dlouhodobými následky.

### Konec epidemie
V druhé polovině května klesla epidemická křivka a 13. června byla vyhlášeno, že epidemie byla zdolána. Celkový počet nakažených se odhaduje na 3500, přičemž 502 osob zemřelo.  Patří do nich i 15 lékařů, 15 ošetřovatelek a 13 pomocníků z odvšivovacích stanic. 

## Další zpracování

#### Filmové zpracování
Podle událostí kolem terezínské tyfové epidemie byl natočen film Jsi krásná (1986), scénář napsal Alexander Lukeš. 

#### Knižní zpracování
Alexander Lukeš, scenárista filmu Jsi Krásná, v roce 2008 vydal knihu Svatý týden v Terezíně.